# Schloss Niederwesen

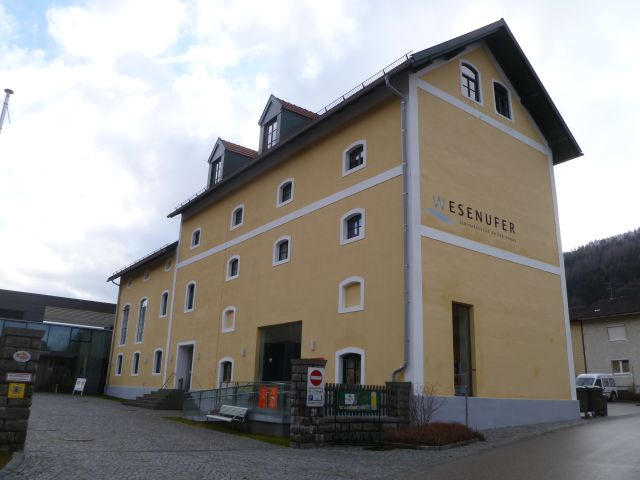
Schloss Niederwesen heute

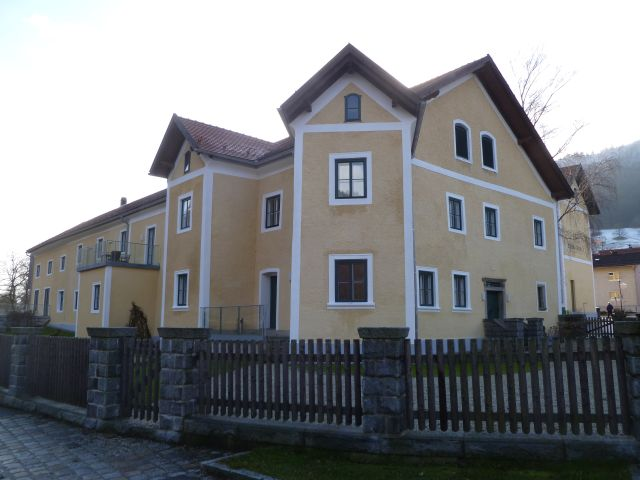
Schloss Niederwesen: Fassade zur Schiffsanlegestelle

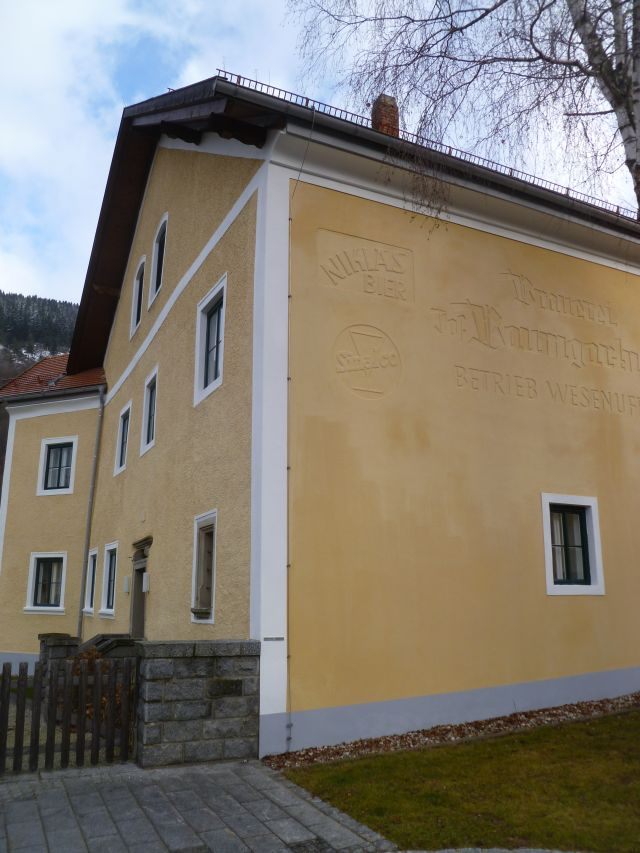
Schloss Niederwesen: Brauereigebäude

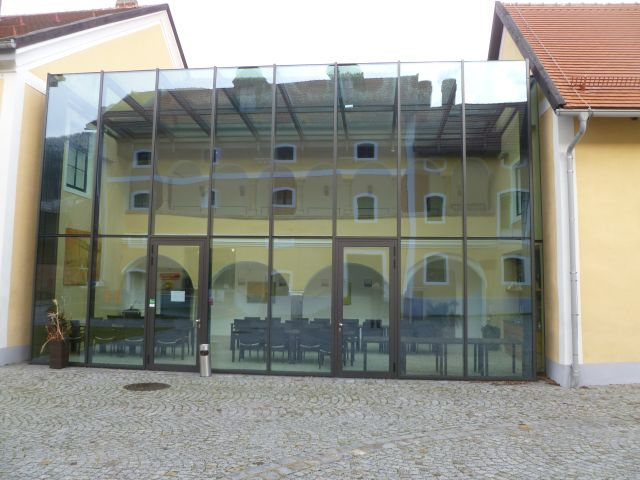
Schloss Niederwesen: Arkadengang im Wintergarten

Das Schloss Niederwesen liegt am südlichen Donauufer im Ortsteil Wesenufer der Gemeinde Waldkirchen am Wesen im Bezirk Schärding.

## Geschichte
Das Schloss stammt Großteils aus dem 17. Jahrhundert, einige Bauteile sind jedoch aus dem Jahr 1890, als das Schloss nach einem Brand wiederaufgebaut wurde. Über den ursprünglichen Erbauer des Schlosses selbst ist nichts bekannt. Allerdings wurde die heutige Burgruine Wesen und der abgekommene Burgstall Oberwesen im Besitz der Herren von Wesen urkundlich erwähnt. 1322 kam deren Besitz an die Waldecker. Hadamar von Waldeck vermachte die Burg Wesen 1325 dem Hochstift Passau als ewige Messstiftung für sich und seine Familie. Die Beziehung zwischen der Burg Wesen und dem Schloss sind nicht geklärt. 1803 kam bei der Säkularisation der Besitz in öffentliche Hände, 1824 wurde das Schloss versteigert.
Später befand sich im Schloss die Brauerei Niklas, die 1938 von der Brauerei Baumgartner übernommen wurde, die in Schärdung ihren Hauptsitz hat. Die Brauerei Baumgartner betrieb den Standort zunächst weiter, doch 1975 kam das Aus für die Braustätte in Wesenufer, und 1993 wurde auch die dortige Limonadenerzeugung eingestellt.

## Schloss Niederwesen heute
In den Jahren 2006 bis 2008 erfolgten umfangreiche Adaptierungen, um die Schlossanlage weiter nutzen zu können. Heute betreibt hier der Verein pro mente Oberösterreich, eine psychosoziale Betreuungseinrichtung, ein Seminarhotel und ein kleines Marktgeschäft. Die Anlage wird heute mit Wesenufer: Seminarkultur an der Donau bezeichnet.
Vom Innenhof aus sind linker Hand zweigeschoßige toskanische Arkaden aus dem 17. Jahrhundert zu sehen. Der Erker sowie das gesamte Obergeschoß des Hauptgebäudes beherbergen die Zimmer des Seminarhotels. Im an den zweigeschoßigen, kreuzgratgewölbten Arkadengang angebauten Wintergarten sind Teile eines Restaurants untergebracht. Ein Neubautrakt verbindet das Hauptgebäude mit dem aus der Zeit der Brauereinutzung stammenden Sudhaus, dessen ziegelgemauerter Doppelschlot noch an jene Phase erinnert. Dachhaut, Fassade und innere Raumschale der jeweiligen Trakte konnten gemäß dem überlieferten Erscheinungsbild restauriert werden. Die Holzkastenfenster wurden einer partiellen Ergänzung und Überarbeitung unterzogen. Die historischen Holzdielenbeläge wurden beibehalten. Innen wie außen kam ausschließlich Kalkputztechnik und Sumpfkalkfärbelung zur Anwendung. Die Sanierung von Schloss Niederwesen wurde vom Bundesdenkmalamt als Denkmal des Monats ausgezeichnet.
Die Veranstaltungsräume des Schlosses stehen auch der Gemeinde Waldkirchen am Wesen als Kultur- und Veranstaltungsort zur Verfügung.